# Grammonoides
Grammonoides is een voormalig geslacht van straalvinnige vissen uit de familie van naaldvissen (Bythitidae). Het geslacht is voor het eerst wetenschappelijk beschreven in 1948 door Smith.